# Domenico Negrone
Domenico Negrone (ur. 1672 w Genui, zm. 1736 tamże) – polityk genueński.
Przez okres od 13 października 1723 do 13 października 1725 roku Domenico Negrone pełnił urząd doży Genui.